# Gli eredi di Shannara
Gli eredi di Shannara (il titolo originale inglese è The Scions of Shannara) è il primo libro della tetralogia de Il ciclo degli eredi di Shannara dello scrittore statunitense Terry Brooks, ambientata trecento anni dopo gli eventi narrati nella prima trilogia di Shannara. Il romanzo, come i successivi, segue le vicende degli Eredi di Shannara: i fratelli Par e Coll Ohmsford, Walker Boh e Wren Ohmsford.

## Trama

### Antefatti
Sono passati trecento anni dalle avventure di Brin e Jair Ohmsford. La Federazione del Sud ha conquistato la Frontiera e l'Est, mentre gli Elfi sono scomparsi dalle Terre dell'Ovest. Nessuno si oppone più al governo oppressivo della Federazione e tutti temono i suoi pericolosi Cercatori, che perseguitano i possessori della magia, ormai bandita, per imprigionarli.

### Riassunto
I fratelli Par Ohmsford e Coll Ohmsford viaggiano per le città della Frontiera guadagnandosi da vivere raccontando, con l'ausilio della canzone magica ereditata da Jair, le storie ormai leggendarie del Druido Allanon e della stirpe di Shannara. Mentre Coll le narra, Par ne evoca le immagini nelle menti degli avventori. Tale pratica è contro le leggi della Federazione che ha bandito l'uso della magia. Rimmer Dall, il Primo Cercatore della Federazione, cerca di arrestare Par e Coll alla taverna Blue Whisker. I due fratelli vengono salvati da un uomo misterioso, che chiede loro di unirsi al Movimento, un'organizzazione che lotta contro la Federazione. In seguito al rifiuto dei fratelli, l'uomo dona loro un anello con l'insegna del falco e dice che in caso avessero bisogno di aiuto o avessero cambiato idea, avrebbero dovuto presentarsi ad una fucina ai margini della città e chiedere dell'arciere.
I fratelli fuggono a Leah, l'antico regno delle montagne ormai protettorato della Federazione, dove sono aiutati da Morgan Leah, loro vecchio amico sempre pronto a mettere i bastoni tra le ruote alla Federazione e ai Cercatori. Durante il tragitto vengono ostacolati da una scapestrata donna nel Duln. Essa è un Ombrato, una creatura malvagia che cerca di impossessarsi della magia di Par. Mentre l'ombrato è sul punto di sopraffarli, compare un vecchio che mette in fuga l'Ombrato. Il vecchio si rivela essere Cogline, mandato dall'ombra di Allanon ad avvertire gli eredi di Shannara - Par, sua cugina Wren Ohmsford e lo Zio Oscuro Walker Boh - di recarsi al Perno dell'Ade. 
Sebbene riluttanti, tutti gli eredi si trovano al cospetto dell'ombra del mitico Druido. Par, Coll, Morgan Leah vi arrivano accompagnati da Jeff e Teel, due nani di Culhaven che li hanno aiutati a trovare Walker Boh a Terrabuia. Walker Boh inizialmente si rifiuta di recarsi al Perno dell'Ade ma poi il rapimento di Par da parte degli Gnomi Ragno gli fa cambiare idea e, dopo aver salvato la vita al nipote portandolo a Storlock, gli comunica che si unirà alla spedizione. Wren arriva con Cogline e Garth, un gigantesco vagabondo sordomuto che è il suo mentore e migliore amico. 
Lo spirito di Allanon si presenta puntuale all'appuntamento e assegna a Par, Walker e Wren tre compiti apparentemente impossibili, ma dalla cui riuscita dipendono la salvezza delle Quattro Terre e la sopravvivenza della magia antica: Par dovrà trovare la Spada di Shannara, Walker Boh dovrà riportare nelle Quattro Terre la scomparsa fortezza di Paranor e Wren dovrà ritrovare gli Elfi. Solo Par si impegna a svolgere il proprio compito, mentre Walker giura che non lo porterà mai a termine e Wren si dimostra riluttante ad impegnarsi in una ricerca impossibile. Ma il loro destino è stato scritto secoli prima e non potranno sottrarvisi così facilmente.
Par e Coll per recuperare la spada di Shannara decidono di rivolgersi al misterioso capo del movimento; pertanto si recano a Varfleet, dove trovano Hirehone che li conduce alla Sporgenza, rifugio segreto ed inespugnabile del Movimento. Il capo del Movimento è Padishar Creel, discendente di Panamon Creel che aveva aiutato Shea nella prima ricerca della spada di Shannara. 
Padishar accetta di aiutare Par e, insieme a Coll, Morgan e a tre fuorilegge si reca a Tyrsis convinto che la spada non si sia mai mossa dalla sua collocazione originaria sotto le arcate del ponte di Sendic. Alla Sporgenza restano Steff e Teel. A Tyrsis, Padishar e gli altri trovano Damson Rhee, una giovane illusionista, che li aiuta creando diversivi e raccogliendo informazioni su cosa si muove nell'Abisso. Si scopre infatti che il ponte di Sendic e la fortezza della spada di Shannara sono andati in rovina e il castello ed il ponte attuale sono solo illusioni; il ponte e la fortezza reali sono nel fossato, diventato inaccessabile e protetto dalla Federazione e anche dagli Ombrati. 
Vengono operati due tentativi di recuperare la spada accedendo all'Abisso sia dall'esterno sia dall'interno della fortezza, ma entrambi falliscono e i tre fuorilegge muoiono in modo orribile. Par scopre qualcosa sul reale potere della sua magia, ma si scopre anche incapace di padroneggiarla fino in fondo. Nel secondo tentativo, Padishar Morgan e Coll vengono fatti prigionieri per permettere la fuga di Par; ritrovata Damson in superficie, i due organizzano subito una spedizione per liberare gli altri prima dell'arrivo di Rimmer Dall. Padishar, durante la momentanea prigionia, scopre che la Federazione conosce troppe cose sul Movimento.
Sospettando la presenza di un traditore, Padishar fa ritorno alla sporgenza portandosi dietro Morgan - che nell'ultimo assalto all'Abisso ha gravemente danneggiato la spada di Leah che era l'unica arma efficace contro gli Ombrati. Par e Coll restano affidati a Damson. 
La Federazione assedia la Sporgenza; due assalti del Serpide - una creatura con una potente corazza metallica addomesticata con la magia - vengono respinti a fatica e con molte perdite. Morgan intuisce che il delatore della Federazione potrebbe essere un Ombrato che ha preso il posto di uno dei componenti del gruppo e per esclusione individua Teel come la più probabile candidata. Non fa però in tempo ad avvertire Padishar prima che un nuovo attacco della Federazione, stavolta dalla via di fuga (segreta a tutti tranne che a Padishar e a pochi altri), costringa all'evacuazione della Sporgenza. Steff e l'Ombrato-Tell muoiono. Mentre Padishar fugge verso nord per ricongiungersi con i Troll e altri gruppi per opporre resistenza alla Federazione, Morgan torna a Varfleet per proteggere le amiche di Steff dalla Federazione.
Intanto Damson progetta di raggiungere l'Abisso attraverso i cunicoli sotto la città e per far questo si rivolge a Talpa, uno strano essere che vive sottoterra. Talpa li aiuta a raggiungere il varco attraverso cui l'esercito del Signore degli inganni aveva fatto breccia nella fortezza e da lì Par, Coll e Damson entrano nuovamente nell'abisso. Par recupera la Spada di Shannara, ma nella Cripta trova Rimmer Dall che - usando la magia - cerca di convincere Par di essere lui stesso un Ombrato e gli offre addirittura il suo aiuto. Par prova a usare la Spada contro Rimmer Dall, ma la Spada non si attiva. Par fugge. Ritrova Coll trasformato in Ombrato e lo uccide con la canzone magica, poi scappa insieme a Damson. In realtà l'Ombrato-Coll è un'illusione e il vero Coll viene fatto prigioniero e trasportato alla Sentinella del Sud.

Per quanto riguarda Walker Boh e Wren, entrambi iniziano a raccogliere informazioni per portare a termine il loro compito sebbene poco convinti o riluttanti. Cogline affida a Walker Boh un vecchio libro delle Storie dei Druidi, dove Walker trova la formula per dissigillare Paranor. Recatosi al lago dello Spettro, intuisce che la Pietra Nera - mezzo per restituire Paranor al mondo - è nella Cripta dei Re. Recatosi lì e superate non senza fatica le Sfingi e le Banshee, Walker viene morso da un Aspinx trovato nella buca dove si aspettava di trovare la pietra Nera. La sua mano e il braccio iniziano a pietrificarsi. Walker si salva solo amputandosi l'arto con una pietra affilata; uscito dalla Cripta, viene ritrovato da Cogline che lo conduce a Storlock. Wren è andata verso Ovest in cerca degli Elfi, ed è apparentemente inseguita da qualcuno.

## Personaggi Principali
- Par Ohmsford
- Coll Ohmsford
- Walker Boh
- Wren Ohmsford
- Allanon
- Morgan Leah
- Cogline
- Padishar Creel

## Edizioni
- Terry Brooks, Gli eredi di Shannara, traduzione di Chiara Libero, collana Oscar Mondadori, Arnoldo Mondadori Editore, 1999,  p. 488, ISBN 88-04-39353-X.